# Hành tinh V
Hành tinh V là hành tinh đất đá thứ năm giả thuyết được đặt ra bởi các nhà khoa học John Chambers và Jack J. Lissauer đã từng tồn tại giữa sao Hỏa và vành đai tiểu hành tinh. Trong giả thuyết của họ, thời kỳ Bắn phá mạnh cuối của kỷ nguyên Liên đại Hỏa thành bắt đầu sau khi các hành tinh trên mặt đất khác nhiễu loạn khiến quỹ đạo của Hành tinh V xuyên vào vành đai tiểu hành tinh. Chambers và Lissauer đã trình bày kết quả các thử nghiệm ban đầu của giả thuyết này trong Hội nghị Khoa học Mặt trăng và Hành tinh lần thứ 33, được tổ chức từ ngày 11 đến ngày 15 tháng 3 năm 2002.
Hành tinh – V được cho là tồn tại giữa sao Hỏa và vành đai tiểu hành tinh. Có thể nó đã từng va chạm với mặt trăng và để lại trên mặt trăng rất nhiều mảnh vụn (một trong số đó chỉ được hình thành do sự va chạm với một thiên thể - quá trình tạo ra đủ nhiệt độ làm tan chảy cả đá) mà tàu Apollo đã từng thu lượm được từ trước.
Do đó có giả thuyết cho rằng sở dĩ hành tinh V biến mất là vì nó hút ra khỏi quỹ đạo và chạm với mặt trăng trước khi bốc hơi vì đâm phải mặt trời.